# Fritz Balogh
Fritz Balogh (Bratislava, 16 december 1920 - 14 januari 1951) was een Duits voetballer.
Balogh begon zijn carrière bij DSK Bratislava in 1934 bij de jeugd. Tijdens de Tweede Wereldoorlog trok hij naar de rijkshoofdstad Berlijn en ging er voor Hertha BSC spelen. In 1945 ging hij een jaar voor Phönix Ludwigshafen spelen en in 1946 maakte hij de overstap naar VfL Neckarau. In 1948 degradeerde de club hij kreeg aanbiedingen van FSV Frankfurt en VfB Mühlburg maar bleef zijn club trouw en promoveerde twee jaar later terug naar de Oberliga met Neckarau.
Op 22 november 1950 speelde hij in de eerste naoorlogse interland van het Duitse elftal tegen Zwitserland. Het zou zijn enige optreden worden voor de Mannschaft, op 14 januari 1951 kwam hij om bij een tragisch ongeval toen hij na een wedstrijd tegen FC Bayern München uit een rijdende trein viel.